# Инвариантная производная по времени
Инвариантная производная по времени — это производная по времени инерциальной системы. В самой инерциальной системе инвариантная производная по времени есть просто обычная производная по времени: {\displaystyle {\frac {\partial }{\partial t}}}. В неинерциальной системе инвариантная производная по времени состоит из суммы обычной производной по времени {\displaystyle {\frac {\partial }{\partial t}}} и дополнительных слагаемых, связанных со скоростью {\displaystyle V^{i}} движения неинерциальной системы относительно инерциальной. Поле скоростей может быть неоднородным {\displaystyle V^{i}(x)} и в общем случае зависеть от времени {\displaystyle V^{i}(x,t)}. Так, например, в неинерциальной системе, связанной с неравномерно вращающимся колесом, поле скоростей неоднородно в пространстве и во времени. Поскольку поле скоростей {\displaystyle V^{i}(x,t)} есть относительная скорость движения координатных систем, которые не являются материальными объектами, то эта скорость по величине может превышать скорость света и даже быть бесконечной. Никакого противоречия со специальной теорией относительности (СТО) при этом, конечно же, не возникает. Например, поле скоростей неинерциальной системы, связанной с вращающимся колесом, на достаточно большом расстоянии от центра вращения по величине превышает скорость света и стремится к бесконечности при дальнейшем удалении от центра.
Обозначим посредством {\displaystyle {\bar {x}}} координаты в инерциальной системе, а {\displaystyle x({\bar {x}},t)} — координаты в неинерциальной. Тогда скорость движения неинерциальной системы относительно инерциальной есть
{\displaystyle V^{i}(x,t)={\frac {\partial x^{i}({\bar {x}},t)}{\partial t}}}
Инвариантная производная по времени от скаляра {\displaystyle F(x,t)} в неинерциальной системе есть:
{\displaystyle D_{t}F(x,t)={\frac {\partial F}{\partial t}}+{\frac {\partial F}{\partial x^{i}}}{\frac {\partial x^{i}}{\partial t}}={\frac {\partial F}{\partial t}}+V^{i}(x,t){\frac {\partial F}{\partial x^{i}}}}.
Инвариантная производная по времени от тензоров имеет дополнительные слагаемые, связанные с преобразованием их компонент при переходе из одной системы координат в другую {\displaystyle {\bar {x}}\to x({\bar {x}},t)}. Так, например, для векторов и ковекторов имеем:
{\displaystyle A^{i}={\frac {\partial x^{i}}{\partial {\bar {x}}^{j}}}{\bar {A}}^{j}};
{\displaystyle A_{i}={\frac {\partial {\bar {x}}^{j}}{\partial x^{i}}}{\bar {A}}_{j}}.
Следовательно,
{\displaystyle D_{t}A^{i}={\frac {\partial A^{i}}{\partial t}}+V^{j}{\frac {\partial A^{i}}{\partial x^{j}}}-A^{j}{\frac {\partial V^{i}}{\partial x^{j}}}};
{\displaystyle D_{t}A_{i}={\frac {\partial A_{i}}{\partial t}}+V^{j}{\frac {\partial A_{i}}{\partial x^{j}}}+A_{j}{\frac {\partial V^{j}}{\partial x^{i}}}}.
Аналогично вычисляются инвариантные производные по времени от тензоров высших рангов.
Важным свойством инвариантной производной по времени является то, что все производные по пространственным координатам {\displaystyle {\frac {\partial }{\partial x^{i}}}} в правых частях приведённых выше выражений можно заменить на ковариантные производные, согласованные с метрикой пространства {\displaystyle dl^{2}=\gamma _{ij}dx^{i}dx^{j}}, то есть
{\displaystyle D_{t}A^{i}=\partial _{t}A^{i}+V^{j}A_{;j}^{i}-A^{j}V_{;j}^{i}},
{\displaystyle D_{t}A_{i}=\partial _{t}A_{i}+V^{j}A_{i;j}+A_{j}V_{;i}^{j}},
при этом слагаемые со связностями Кристоффеля взаимно сокращаются.
Рассмотренные выше «добавки» к обычным производным по времени являются Ли — вариациями (или, иначе, производными Ли) тензорных полей вдоль векторного поля {\displaystyle V^{i}}, которые были изучены выдающимся норвежским математиком Софусом Ли (1842—1899).
Всем известные центробежное и кориолисово ускорения, появляющиеся во вращающейся неинерциальной системе, — дополнительные слагаемые в инвариантной производной по времени от вектора скорости движущейся материальной точки.